# Huamantla
Huamantla är en kommunhuvudort i Mexiko.   Den ligger i kommunen Huamantla och delstaten Tlaxcala, i den sydöstra delen av landet, 130 km öster om huvudstaden Mexico City. Huamantla ligger 2 519 meter över havet och antalet invånare är 45 903.
Terrängen runt Huamantla är platt åt nordost, men åt sydväst är den kuperad. Runt Huamantla är det ganska tätbefolkat, med 90 invånare per kvadratkilometer. Huamantla är det största samhället i trakten. Trakten runt Huamantla består till största delen av jordbruksmark.